# Kerstin Allroth
Kerstin Allroth-Dencik, född 18 april 1941 i Borås, död 5 september 2008, var en svensk filmvetare.
Kerstin Allroth var dotter till överstelöjtnant Sigvard Allroth och Greta Johansson samt syster till Gun Allroth. Hon studerade bland annat filmvetenskap vid Lunds universitet under 1960-talet och avlade där filosofie kandidatexamen. Hon undervisade i filmens historia och teori på Lunds universitet och var senare filmkonsulent vid Svenska filminstitutet och filmproducent på Zentropa Real i Danmark.
Kerstin Allroth var gift med Lars Dencik samt mor till Daniel Dencik och David Dencik.